# Brevitrichia castanea
Brevitrichia castanea är en tvåvingeart som beskrevs av Kelsey 1969. Brevitrichia castanea ingår i släktet Brevitrichia och familjen fönsterflugor.
Artens utbredningsområde är Idaho. Inga underarter finns listade i Catalogue of Life.